# Jirga

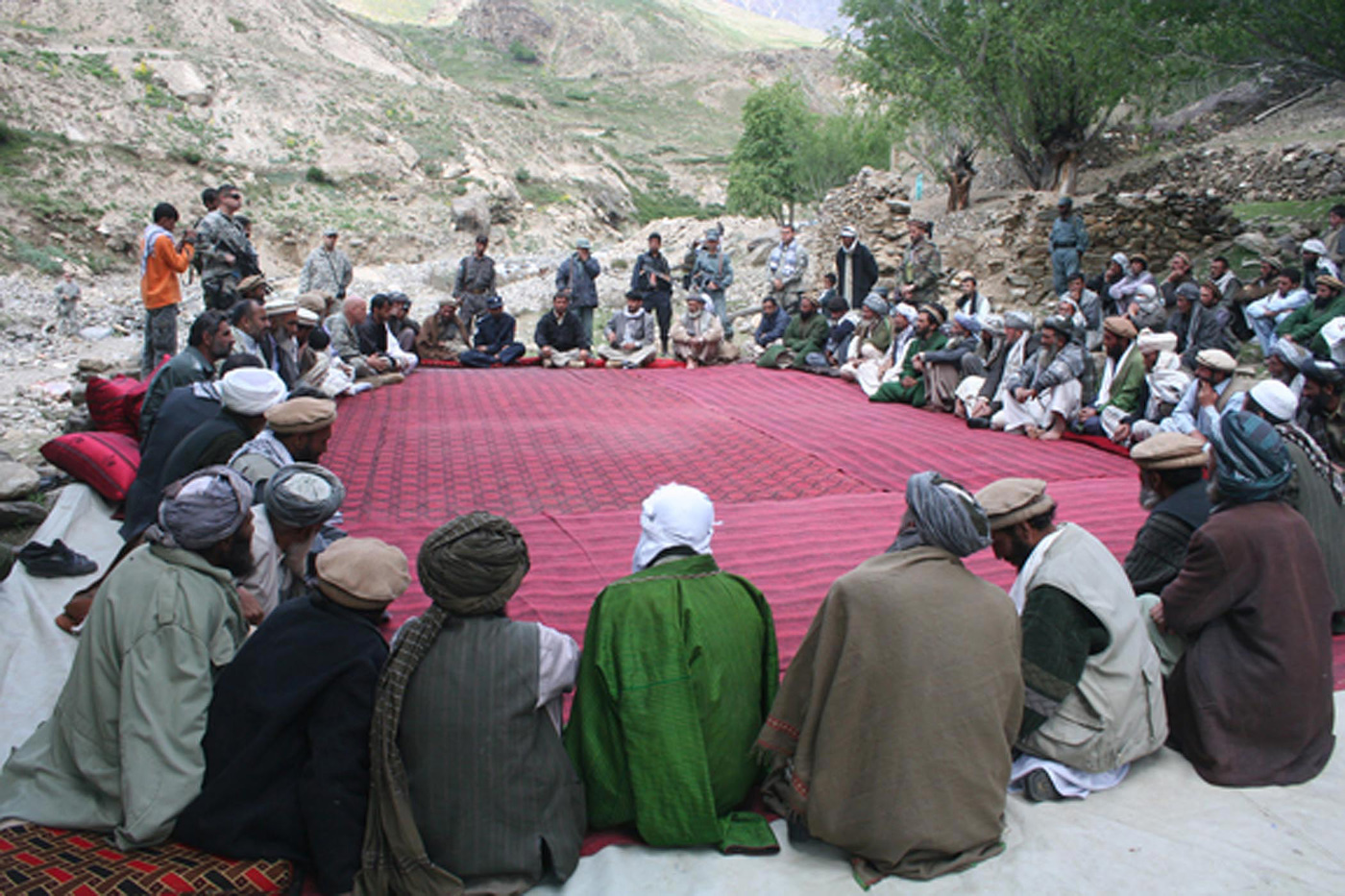
Une jirga dans la province de Pandjchir, en Afghanistan.

Une jirga est une assemblée tribale qui vise à prendre des décisions par consensus, surtout au sein de l'ethnie pachtoune. Les jirgas ont été codifiées dans le cadre de l'Empire britannique. L'ensemble législatif appelé Frontier Crimes Regulation promulgué par les Britanniques en 1901 érige les jirgas en tribunaux judiciaires au fonctionnement uniforme et les soumet à l'autorité d'un commissaire adjoint, l'«agent politique».

## Avant l'Empire britannique
Tous les habitants de ce qui deviendra par la suite les régions tribales du Pakistan, sous contrôle britannique, et qui seront soumis aux jugements des jirgas, n'avaient pas cette tradition du conseil des Anciens. Ainsi, les Baloutches du sud y étaient étrangers, à la différence des Pathan, dans des régions plus au nord.
Selon les groupes Pathan, les jirgahs se réunissaient à un rythme régulier ou au contraire, de manière exceptionnelle. Leurs objectifs étaient variés. Certaines tribus Pathan faisaient appel au droit coutumier local, le rawaj, pour régler les conflits ; d'autres s'en remettaient au code tribal pachtoune, le Pashtunwali ; d'autres encore à la charia.

## Dans le cadre du «Frontier Crimes Regulation» britannique
Le pouvoir colonial britannique s'est appuyé sur un « système judiciaire alternatif », selon les termes de l'historien Benjamin D. Hopins, pour régler les différends dans les régions tribales du Pakistan. Le système judiciaire des jirgas, que les Britanniques ont présenté comme fondé sur la tradition et les coutumes indigènes, modifie considérablement, en réalité, les traditions qui existaient auparavant, et les uniformise. Il est « quasi hermétiquement séparé de la structure judiciaire ordinaire ».
Les assemblées instituées par le «Frontier Crimes Regulation» comptent trois membres anciens de la tribu, appelés Maliks, nommés par l'agent politique (Political Agent), lui-même nommé par l'exécutif ; l'agent politique était désigné par les Britanniques ; le poste d'agent politique date de 1901. «Le système Maliki permettait à l'administration coloniale d'exercer un contrôle sur les tribus. Dans le cadre de ce système, les chefs locaux (Maliks) étaient désignés comme intermédiaires entre les membres des tribus individuelles et les autorités coloniales, et aidaient également à la mise en œuvre des politiques gouvernementales». L'agent politique détenait la réalité du pouvoir ; il pouvait par exemple révoquer les jugements prononcés par la jirga. Selon le Los Angeles Times (2017) les agents politiques «jouissent d’un pouvoir très peu surveillé».  
Selon le cheikh Abdul Rasheed, les Jirgas non officielles sont une énorme source de violations des droits de l’homme à l’égard des femmes. Contrairement aux avantages de la perception de procès rapides, les verdicts des Jirgas persécutent les femmes, les minorités et les personnes économiquement plus faibles.
En 2017, le gouvernement pakistanais a adopté la loi de 2017 sur le règlement extrajudiciaire des différends au Pakistan visant à intégrer les jirgas dans le système judiciaire formel.

## Source
- (en) Cet article est partiellement ou en totalité issu de l’article de Wikipédia en anglais intitulé « Jirga » (voir la liste des auteurs).